# Shawn Burr
Shawn Christopher Burr (* 1. Juli 1966 in Sarnia, Ontario; † 5. August 2013 in St. Clair, Michigan, USA) war ein kanadischer Eishockeyspieler und -funktionär, der im Verlauf seiner aktiven Karriere zwischen 1983 und 2000 unter anderem 969 Spiele für die Detroit Red Wings, Tampa Bay Lightning und San Jose Sharks in der National Hockey League auf der Position des linken Flügelstürmers bestritten hat.

## Karriere
Burr spielte zunächst drei Jahre von 1983 bis 1986 in der Ontario Hockey League bei den Kitchener Rangers, mit denen er in der Saison 1983/84 am Memorial-Cup-Turnier teilnahm. Zudem wurde er mit dem Emms Family Award für den besten Rookie der OHL ausgezeichnet. Bereits während seines zweiten Jahres in der OHL holten ihn die Detroit Red Wings, die ihn im NHL Entry Draft 1984 in der ersten Runde an siebter Position ausgewählt hatten, in den NHL-Kader und ließen ihn neunmal auflaufen. Gleiches taten sie auch im darauf folgenden Spieljahr, wobei er in der OHL-Saison ins Second All-Star Team gewählt wurde und in der American Hockey League den Calder Cup mit den Adirondack Red Wings gewann.
Zur Saison 1986/87 gehörte der linke Flügelspieler dann fest zum Kader Detroits und spielte dort bis einschließlich der durch den Lockout verkürzten Saison 1994/95. Im Sommer 1995 wurde er dann zu den Tampa Bay Lightning transferiert, die er aber bereits nach zwei Jahren verließ und zu den San Jose Sharks wechselte. Dort blieb der Kanadier ebenfalls zwei Spielzeiten, ehe er für eine letzte Profisaison nach Tampa zurückkehrte. Sein Karriereende gab er offiziell am 26. Juli 2000 bekannt. Shawn Burr starb am 5. August 2013 nach einem Sturz in seinem Haus, bei dem er sich ein massives Hirn-Trauma zugezogen hatte. Zuvor hatte er bereits seit drei Jahren unter Leukämie gelitten. Von 1993 an bis 1996 war Burr Besitzer des Franchises Newmarket Royals aus dem 1994 die Sarnia Sting hervorgingen.

### International
Burr nahm mit der kanadischen Nationalmannschaft an der Weltmeisterschaft 1990 teil. Zu einem Medaillengewinn reichte es jedoch nicht.

## Erfolge und Auszeichnungen
- 1984 Emms Family Award
- 1986 OHL Second All-Star Team
- 1986 Calder-Cup-Gewinn mit den Adirondack Red Wings

## Karrierestatistik

### International
Vertrat Kanada bei:
- Weltmeisterschaft 1990

(Legende zur Spielerstatistik: Sp oder GP = absolvierte Spiele; T oder G = erzielte Tore; V oder A = erzielte Assists; Pkt oder Pts = erzielte Scorerpunkte; SM oder PIM = erhaltene Strafminuten; +/− = Plus/Minus-Bilanz; PP = erzielte Überzahltore; SH = erzielte Unterzahltore; GW = erzielte Siegtore; 1 Play-downs/Relegation; Kursiv: Statistik nicht vollständig)